# Kaasiku (Kasepää)
Kaasiku – wieś w Estonii, w prowincji Jõgeva, w gminie Kasepää.